# Sid Grauman

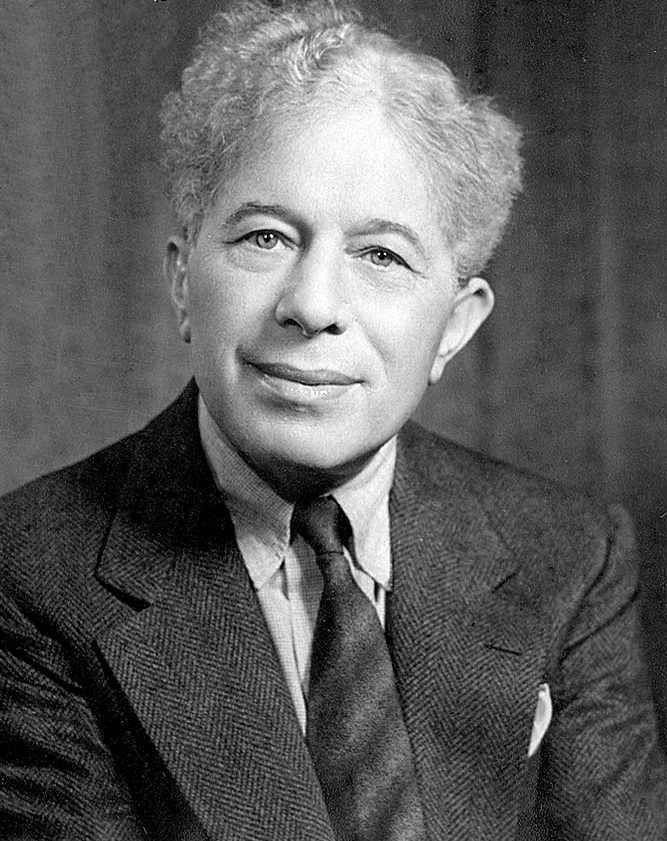
Sid Grauman (ca. 1930)

Sidney Patrick Grauman (Anhörenⓘ) (* 17. März 1879 in Indianapolis, Indiana; † 5. März 1950 in Beverly Hills, Kalifornien) war ein US-amerikanischer Unternehmer und Filmschauspieler.

## Leben
Graumans Vater, David J. Grauman, folgte wie andere abenteuerlustige Männer im Zug des Klondike-Goldrausches der Verlockung, reich zu werden, und zog daher mit seiner Familie nach Dawson City (Kanada), wo der junge Sid seine Kindheit und Jugend verbrachte.
Hier lernte er schon früh, unternehmerisch zu denken, und blieb selbst noch in Kanada, als sein Vater im Herbst 1899 zurück in die Vereinigten Staaten zog. Zusammen mit dem ebenfalls aus den USA stammenden Promoter Tex Rickard organisierte Grauman Boxveranstaltungen für Minenarbeiter und erwarb durch Spekulationen und Wetten viel Geld. Nach knapp zwei Jahren, die er allein in Kanada gelebt hatte, kehrte Grauman Ende 1900 in die USA zurück, und ließ sich in Kalifornien nieder.
Kurze Zeit später sah Grauman in einem Kino in San Francisco einen seiner ersten Spielfilme, und beschloss, in den Film zu investieren. Mit seinem Vater erwarb Grauman zwei Theater, The Unique und einige Jahre später The Lyceum. Doch das Erdbeben von San Francisco, im April 1906, stellte für die Graumans einen großen wirtschaftlichen Schaden dar, da beide Häuser komplett zerstört wurden. Dennoch investierte Grauman mehr Geld und war bereits 1915 Besitzer einiger Kinos im nördlichen Kalifornien sowie von einem in New York City.
1917 zog Grauman nach Los Angeles, wo er im kommenden Jahr mit einem Budget von einer Million US-Dollar das Million Dollar Theatre bauen ließ. The Egyptian, ein weiteres Theater, das mit Geldern von Grauman errichtet wurde, wurde im Oktober 1922 eröffnet und war das erste Uraufführungskino in Hollywood. Sein nächstes Projekt wurde sein wohl bekanntester Bau. Mit Unterstützung der US-Regierung und mit Hilfe der Republik China wurde im Mai 1927 das Grauman’s Chinese Theatre eröffnet. Heute ist es eine der meistbesuchten Örtlichkeiten von Los Angeles. Ebenfalls neu war die Tradition, die Grauman im April 1927 zusammen mit Mary Pickford und Douglas Fairbanks etablierte, als diese ihre Handabdrücke im feuchten Zement im Bürgersteig vor dem Theater hinterließen. Nur einen Monat später, im Mai 1927, war Grauman einer der 36 Gründungsmitglieder der Academy of Motion Picture Arts and Sciences, jener Organisation, die bis heute unter anderem für die jährliche Oscarverleihung zuständig ist.
Obwohl Grauman überwiegend als Unternehmer tätig war, stand er in seinem Leben auch dreimal als Schauspieler in kleineren Cameo-Auftritten vor der Kamera, dabei 1925 unter anderem in Goldrausch an der Seite von Charles Chaplin.
Über das Privatleben Sid Graumans ist wenig bekannt. Er war zumindest einmal verheiratet.
Er starb im März 1950, wenige Tage vor seinem 71. Geburtstag an einem Arterienverschluss.

## Filmografie als Schauspieler
- 1925: Goldrausch (The Gold Rush)
- 1925: Ben Hur (Ben-Hur: A Tale of the Christ)
- 1935: Goldfieber (The Call of the Wild)
- 1937: Hollywood Hotel
- 1938: Mad About Music
- 1949: Dancing in the Dark

## Auszeichnungen
- 1949: Ehrenoscar
- Stern am Hollywood Walk of Fame